# 護鄉兵
護鄉兵（日语：ごきょうへい、旧字体：護鄕兵）為台灣日治時期初期，台灣總督乃木希典為了加強統治初期不穩定的治安，也用來加強鎮壓反抗勢力的武力，總督府所招募的本島人軍隊。其中也有少數的漢人護鄉兵。這樣半內地人半原住民的軍隊編制，主要的原因有為了減少從內地徵用軍人的軍費，再者原住民對台灣的氣候和風土更為熟悉，比起內地人體力耐久度更佳。

## 背景
在經過與抗日勢力不斷地戰鬥後，台灣總督乃木希典等人於是決定先學習歐洲等諸國的殖民地制度。臺灣總督府首先派遣了軍務局的楠瀨幸彥到菲律賓等地出差。楠瀨於1896年9月出發，視察當時激化的美西戰爭和以埃米利奧·阿奎納多為中心的菲律賓革命。半年之後，陸軍部第二課的山田良圓大尉出差至安南，並在臺灣總督府邸對土民兵作了詳細的視察報告。另一方面，參謀本部也派參謀次長川上操六率部員伊地知幸介及村田壕、明石元二郎視察法屬印度支那。川上操六所著《印度支那視察大要》及明石元二郎的殖民地兵創設論，可以想見是帶給以參謀本部為中心的殖民地兵備軍制論不少的影響。
臺灣總督府陸軍局幕僚也非常支持殖民地兵編制的構想，而當乃木希典同意之後，此案一舉具體化。乃木所構想的是以漢人所編制的「土人兵」一隊，與由高山族所成的「熟蕃兵」一隊，二隊合計400名規模的「土民軍」。這由殖民地人兵士所組成的土民軍設立構想，正是乃木希典等人所思考出的原初形態。構想案成形後，臺灣總督府便向陸軍中央要求編制「土民軍」，亦即護鄉兵。護鄉兵是試驗性地先將少數當地人編成士兵，考察其效果後再大大地擴張。先組成熟蕃兵三個中隊，與漢人兵三個中隊，各分別配置到全島的三個臺灣守備混成旅團中。計劃在4年之後，此「土民軍」的數量將占在臺日本軍總數的三分之一。乃木總督在向陸軍大臣高島鞆之助提出的4月8日意見書中，對土民軍編成的重要性如此說明：
- 如採用殖民地兵士，可減少日本人兵士。
- 維持費用方面，使用殖民地兵士較廉價。
- 如採用殖民地人民為日本軍，可作為將來徵兵制度的基礎。[4]

《臺灣總督府陸軍幕僚歷史草案》中的土民軍，正是模仿臺灣總督府的山田良圓及參謀本部的川上操六等在法屬印度支那所見地域治安部隊的護鄉兵。對此，第3次伊藤內閣決定將土民軍的編成全權交給臺灣總督，使受過訓練的護鄉兵配屬到守備隊，並得到天皇的裁可，讓其能攜帶槍械。

## 招募
1897年10月23日，於臺中縣的埔里社、宜蘭廳和台東廳的卑南社各設置了護鄉兵編成調查事務所，開始第一回的護鄉兵募集。任命中佐或少佐擔任募集委員長，委員則選自護鄉編成調查事務所的幹部或軍醫，乃至地方行政官。一地以招募80人為限。1897年11月通知入營，卑南社的部份則是12月1日通知入營。
以埔里社為例，平埔族應徵者有164人，閩南人42人，客家人3人。平埔族獲選者有68人，閩南人佔11人，客家人有1人，平埔族的獲選者遠高於閩南人和客家人。因為日軍對抗的反抗勢力主要為漢人，因此在招募鄉護兵時以挑選與漢人為敵對關係的平埔族為優先。
申請加入護鄉兵的人，有些是平埔族因為19世紀末平地獸類數量減少而陷入窮困，有些是因為父親或兄弟被土匪或反抗勢力殺害，為了復仇而加入的。
1898年，兒玉源太郎繼乃木希典成為台灣總督，總督府於5月頒布勅令將護鄉兵改制為軍役壯丁。但兒玉源太郎在10月時旋即將軍役壯丁廢除，兒玉在帝國議會中陳述的理由是，以熟蕃為中心訓練的兵士，退役之後將成為無賴漢，是相當危險的事。

## 應募者的條件
- 年齡在十七到三十六歲之間。
- 身體檢查合格。
- 有固定的居住地。
- 需有一名擔保人。
- 身高5尺（約152公分）以上。[6]

加入成為護鄉兵後，也要經過各式的訓練與教育。包括戰鬥、敬禮、嚴格的生活起居和日語。

## 資料出處
1. ↑  《臺灣統治回顧談》，380頁，鷲巢敦哉，臺灣警察協會，1943年9月20日
2. ↑  《朝日新聞》，東京，1897年7月9日
3. ↑  川上操六，《印度支那視察大要》，1897年
4. ↑  臺灣總督府陸軍幕僚編，《臺灣總督府陸軍幕僚歷史草案》，復刻版（臺北：捷幼出版社，1991年），頁449。
5. ↑  《宜蘭、臺中及ヒ臺東管下護鄉兵ヲ徵募ス》，西鄉菊次郎，1897年11月
6. ↑  《臺灣統治回顧談》，381頁，鷲巢敦哉，臺灣警察協會，1943年9月20日